# Вогт, Петер
Петер Вогт (нидерл. Peter Voogt; род. 30 июня 1944, Нидерланды) — нидерландский футболист, игравший на позиции нападающего, выступал за команды «Аякс», ДВС и «Гойланд».

## Клубная карьера
Петер Вогт воспитанник футбольного клуба «Аякс». В основном составе он дебютировал 3 июня 1962 года в гостевом матче Кубка Интертото против венгерского клуба «Татабанья». Встреча завершилась победой хозяев поля со счётом 2:1.
Первый матч в чемпионате за «красно-белых» нападающий провёл 30 сентября дома против клуба ГВАВ. В той игре Петер появился на замену в середине первого тайма, заменив Хенка Грота. Последнюю игру в составе «Аякса» Вогт провёл 21 апреля 1963 года в матче чемпионата против НАК’а, завершившемся поражением амстердамцев со счётом 1:3.
Летом 1963 года Петер перебрался в клуб ДВС, который также базировался в Амстердаме, однако в команде он стал лишь игроком запаса. Дебют Вогта состоялся 10 ноября в гостевой игре с клубом «Гоу Эхед». За сезон Петер отыграл 6 матчей и забил 1 гол, а его команда сенсационно одержала победу в чемпионате.
В декабре 1966 года Вогт заключил контракт с клубом «Гойланд» из Хилверсюма. В первом же матче он оформил дубль, принеся своей новой команде победу над «Зволсе Бойс». В составе клуба Петер выступал на протяжении трёх лет, а летом 1969 года был выставлен на трансфер.

## Достижения
ДВС
- Чемпион Нидерландов: 1963/64